# Zeit der Fische
Zeit der Fische ist ein „poetisches Post-Punk-Märchen“ bzw. der erste Langspielfilm des Regisseurs Heiko Aufdermauer, der zusammen mit Dirk Laucke das Drehbuch verfasste. Es entstand in Koproduktion mit Luna-Film, Berlin, Produktionsleitung: Cathleen Hoffmann.

## Inhalt
Zeit der Fische beschäftigt sich inhaltlich mit der Situation von Jugendlichen in einer Plattenbausiedlung abseits der Metropolen in Halle-Neustadt, die von Arbeitslosigkeit bis hin zu prekären Lebensverhältnissen geprägt ist. Es handelt vom Aufbau von Liebesbeziehungen und Freundschaften, gegenseitiger Abhängigkeit und der Befreiung daraus, Konflikten von Jugendlichen untereinander sowie mit Autoritäten. Die jugendlichen Protagonistinnen agieren im Spannungsfeld erwachsener Erwartungen und eigener Lebensvorstellungen. Der Film vertritt dabei sehr deutlich einen gesellschaftlichen Standpunkt. Heiko Aufdermauer bearbeitet in seinem Film die Fragen, wofür es sich zu kämpfen, zu leben und zu arbeiten lohnt. Er konstatiert die Unmöglichkeit und gleichzeitige Notwendigkeit von Utopie an Orten wie Halle-Neustadt. Jede der Filmfiguren findet eine andere Antwort auf die Frage: „Wie will ich leben und in welcher Gesellschaft?“
Der 19-jährige Robert verliebt sich in die gleichaltrige geheimnisvolle Jana. Diese lebt in einer Symbiose und gegenseitiger Abhängigkeit mit ihrem älteren Bruder Clemens in einem verlassenen Kindergarten – die beiden sind obdachlos. Robert lädt Jana zu seinem Auftritt als Punk-Singer-Songwriter ein. Seine Mutter bemüht sich sehr um einen Arbeitsplatz bei einem Gebrauchtwagenhändler für Robert. Diese Arbeit entspricht jedoch nicht seinen Wertvorstellungen, er schmeißt sie hin und macht stattdessen lieber Musik. Die Annäherung an Jana gestaltet sich schwierig. Bruder Clemens ist immer mit dabei. Er ist sehr aggressiv und wird dadurch oft Opfer von Schlägereien. Roberts alleinerziehende Mutter, die sonst einen unkonventionellen Lebensstil pflegt, nimmt einen prekären Job als Barfrau in der Havanna Bar an. Sie kommt zunehmend schlechter mit Robert zurecht, besonders nachdem Clemens und Jana zum Baden bei Robert zu Besuch waren und die Haushaltskasse verschwunden ist.

## Filmische Formensprache
Der Film ist ein Jugenddrama, das mit seinem Realismus und seiner Formensprache Filmen der Berliner Schule nahesteht. Der Regisseur von Zeit der Fische grenzt jedoch seinen Film durch dessen gesellschaftliche Positionierung und politische Aussage von der Berliner Schule ab, in deren Filmen sich laut Heiko Aufdermauer Politik nur verschlüsselt und in einem privaten Rahmen abspiele. Die filmische Sprache ist geprägt von langen Kameraeinstellungen, die die Tristesse des Lebens der Protagonistinnen verdeutlicht.

## Besetzung
Besetzt ist der Film in den Hauptrollen mit Janusz Kocaj als der Punk Robert Neumann, Kim Schnitzer als Jana, Christian Blümel als Clemens, der Bruder von Jana, und Steffi Kühnert als Anna Neumann, Mutter von Robert. Weitere Rollen spielten Joachim Lätsch als Wirt, Manfred Möck als Autohändler, Marie Gruber als Frau Pockrandt, Klaus Rätsch als Herr Pockrandt, Michael Wiesner als Matze, Jakob Bieber als Hannes und Herrmann Scheithauer als Gangmitglied. Ursprünglich sollte der Hallenser Punkmusiker Timm Völker die Rolle Robert spielen, der auch das Vorbild für die Figur des Robert war, der Regisseur entschied sich nach ersten Proben jedoch für den professionellen Schauspieler Janusz Kocaj.

## Soundtrack
Kreativität in Form des Gitarrespielens und des Singens bzw. dem Schreiben von Punksongs spielen eine tragende regulierende Rolle für die Hauptfigur. Diese wird durch den Einsatz von Songs der Independent-, Punk- bzw. Postpunk-Bands 206, Timm & the Busy Men und Mathias Petsche stark unterstrichen. Dabei schließen die expressiven deutschen Texte der Filmmusik häufig direkt an Dialoge der Filmfiguren oder sind mit ihnen unmittelbar verzahnt. Die Musik erhält so eine zusätzliche erzählende Funktion innerhalb des Films bzw. führt die sprachlich-filmische Erzählung auf musikalischer Ebene fort. Der Soundtrack des Films erschien auf CD.
206 sind Timm Völker, Friedemann Clauß, Frithjof Rehahn und Florian Drews. Timm & the Busy Men sind Timm Völker, Florian Drews, Leif Ziemann und Konradt Wüstemann. Mathias Petsche ist Filmmusiker.
Tracks:
- Ich will nichts (Mathias Petsche)
- Today ist Nachtschicht (206)
- Näher (Timm and the Busy Men)
- Die Verwandlung (Timm and the Busy Men)
- Loslassen (Mathias Petsche)
- Fortschritt im Niemandsland (206)
- Silbermühle (Timm and the Busy Men)
- 77A (206)
- Feel Good (Timm and the Busy Men)
- Keine Zeit (206)
- Borniert (206)
- Hallo Welt (Timm and the Busy Men)
- Diese Worte (Timm and the Busy Men)
- Heisskalt (Timm and the Busy Men)
- Unterbrechen (Mathias Petsche)

## Rezeption
- Der Film wurde erst im November 2013 im Fernsehen gezeigt und zwar auf ARD Einsfestival zur Hauptsendezeit und auf MDR zu sehr später Uhrzeit nach Mitternacht.[3][4]
- „Eine Utopie ist bitter nötig!“ Interview von Roman Klink mit Heiko Aufdermauer, in: Filmecho/Filmwoche, März 2007[1]
- Medienland Mitteldeutschland – Zeit der Fische, in: Kulturfalter Halle
- Erik Heier: Sehnsucht nach Legoland. In: taz, 30. November 2006[5]

## Auszeichnungen
- 2007: Nominierung des Films Zeit der Fische für den First Steps Award als bester Spielfilm und Kim Schnitzer als beste Schauspielerin.[6]
- 2007: Nachwuchsförderung des Medienboard Berlin-Brandenburg[1]
- 2007: Förderpreis Deutscher Film auf den Internationalen Hofer Filmtagen für Gregor Schönfelders Kameraführung von Zeit der Fische[7]